# Inhibiteur de kinase
 (octobre 2017).
Les inhibiteurs de kinases sont un groupe divers de composés chimiques dont la propriété principale est l’inhibition de certaines kinases. Ces composés sont généralement développés par l’industrie pharmaceutique comme candidats médicament. Ils ont une place prépondérante sur le marché du médicament d’une part, par leur importance thérapeutique pour le traitement de cancers (oncologie), d’autre part, par leur importance économique disproportionnée pour l’industrie pharmaceutique. En effet, ces médicaments sont souvent des blockbusters, générant des milliards d’euros de revenus de par leur vente.

## Nomenclature et historique
Le nom donné aux inhibiteurs de kinases se termine souvent avec le suffixe -nib (provenant d’inhibiteur). Les inhibiteurs de kinase se fixant spécifiquement aux récepteur tyrosine kinase sont appelés tyrphostines.
Le premier inhibiteur de kinase mis sur le marché fut l’Imatinib, commercialisé sous le nom Glivec, par Novartis.

## Mode d’action
Les inhibiteurs de kinases bloquent l’activité des kinases en se liant de manière compétitive sur les sites de liaisons de l’ATP (inhibiteurs de type 1), soit sur les sites de liaisons de l’ATP et les poches hydrophobiques adjacentes (inhibiteurs de type 2). Du fait de la conservation des domaines kinases, les inhibiteurs sont souvent capables d’inhiber en général plusieurs membres d’une même famille de kinases.
Les cellules cancéreuses ayant des profils mutationnels, une série de composés doit être développés ciblant préférentiellement différentes versions mutées de kinases émergent pendant l'évolution du cancer.
Cette inhibition résulte généralement par le blocage de la signalisation cellulaire en aval qui contrôle la prolifération et la survie des cellules. Les cellules cancéreuses étant plus actives sont en conséquence impactées négativement et sont éliminées. Ce blocage peut aussi conduire au blocage de l’angiogenèse qui est essentiel à la croissance et propagation des tumeurs.

## Cibles
Les kinases représentent plus de 500 gènes dans le génome humain, avec à la fois des enzymes cytoplasmiques comme les Protéine kinase et récepteurs membranaires comme les récepteurs à tyrosine kinase. Elles peuvent, en fonction des kinases, phosphoryler des proteines, des lipides et des sucres. Plus de 100 kinases n’ont cependant pas encore de fonction assignée. Les kinases ciblées par des médicaments ne sont cependant qu’autour de 50.
Exemples de cibles:
- la fusion Bcr-Abl, fréquente dans les leucémies, ciblé par l’Imatinib
- les translocations ALK, retrouvées dans le Cancer bronchique non à petites cellules
- les récepteurs à l’EGF (HER), surexprimés dans de nombreux cancers,
- les récepteurs PDGFRs, surexprimés dans de nombreuses tumeurs solides
- les récepteurs VEGFR, critiques pour le remodelage vasculaire, l’angiogenèse, et la prolifération tumorale, ciblé par le Sunitinib.

## Développement de nouveaux composés
Les molécules candidates identifiées à la suite d'un criblage, sont testées par des tests quantitatifs d’activité d’inhibition de l’activité enzymatique (c'est-à-dire phosphorylation d’un substrat), de liaison à la kinase cible, et d’activité cellulaire (cascade de signalisation liée à une kinase).

## Importance commerciale
Entre 2011 et 2015, la vente des médicaments de type inhibiteur de kinase est estimé à 240 milliards de dollars.

## Liste des inhibiteurs de kinases
- Pacritinib